# Стафорд Спрингс (Конектикат)
Стафорд Спрингс (енгл. Stafford Springs) насељено је место без административног статуса у америчкој савезној држави Конектикат.

## Демографија
По попису из 2010. године број становника је 4.988.
| Група             | 2000.    | 2010.         |
| Белци             | 0 (0,0%) | 4.524 (90,7%) |
| Афроамериканци    | 0 (0,0%) | 55 (1,1%)     |
| Азијати           | 0 (0,0%) | 96 (1,9%)     |
| Хиспаноамериканци | 0 (0,0%) | 197 (3,9%)    |
| Укупно            | 0        | 4.988         |